# Un kreuzer noir de Bavière
Le Un kreuzer noir de Bavière est le premier timbre-poste émis par la Bavière le 1er novembre 1849, et par là, le premier émis en territoire allemand.
Il est connu sous le nom de Schwarzer Einser en allemand à cause de son graphisme.

## Description
Carré et non dentelé, ce timbre porte le chiffre de sa valeur faciale dans un petit carré. Autour, les mentions « EIN KREUZER - BAYERN - FRANCO » (un kreuzer - Bavière - port). Dans chaque coin, le chiffre 1 est repris. De nombreux entrelacs dans le dessin devaient permettre de détecter les faux timbres. Il est l'un des quelques premiers timbres d'un pays à ne pas représenter le souverain local ou une allégorie.
Le poinçon a été gravé par Max Josef Seitz, et imprimé en typographie par Johann Georg Weiss, imprimeur de l'université de Munich.
Il servait pour une lettre simple ou un imprimé de moins de 16 grammes, envoyé dans une même ville. Les postes bavaroises se décidèrent à adopter le timbre-poste pour réformer un système postal très performant, mais très utilisé.
Il a existé deux types :
- en 1849, le premier tirage se fit avec des planches de cuivre, pas assez solides, d'où de nombreuses variétés au fur et à mesure de l'usure.
- en juillet 1850, le retirage utilise des planches de laiton ; les timbres sont d'une meilleure gravure.

Ce timbre est retiré de la vente en octobre 1851, mais est démonétisé seulement le 31 août 1864.
Ce timbre est recherché par les collectionneurs allemands notamment, ce qui lui donne des cotes de 1 000 à 3 000 € selon l'état.

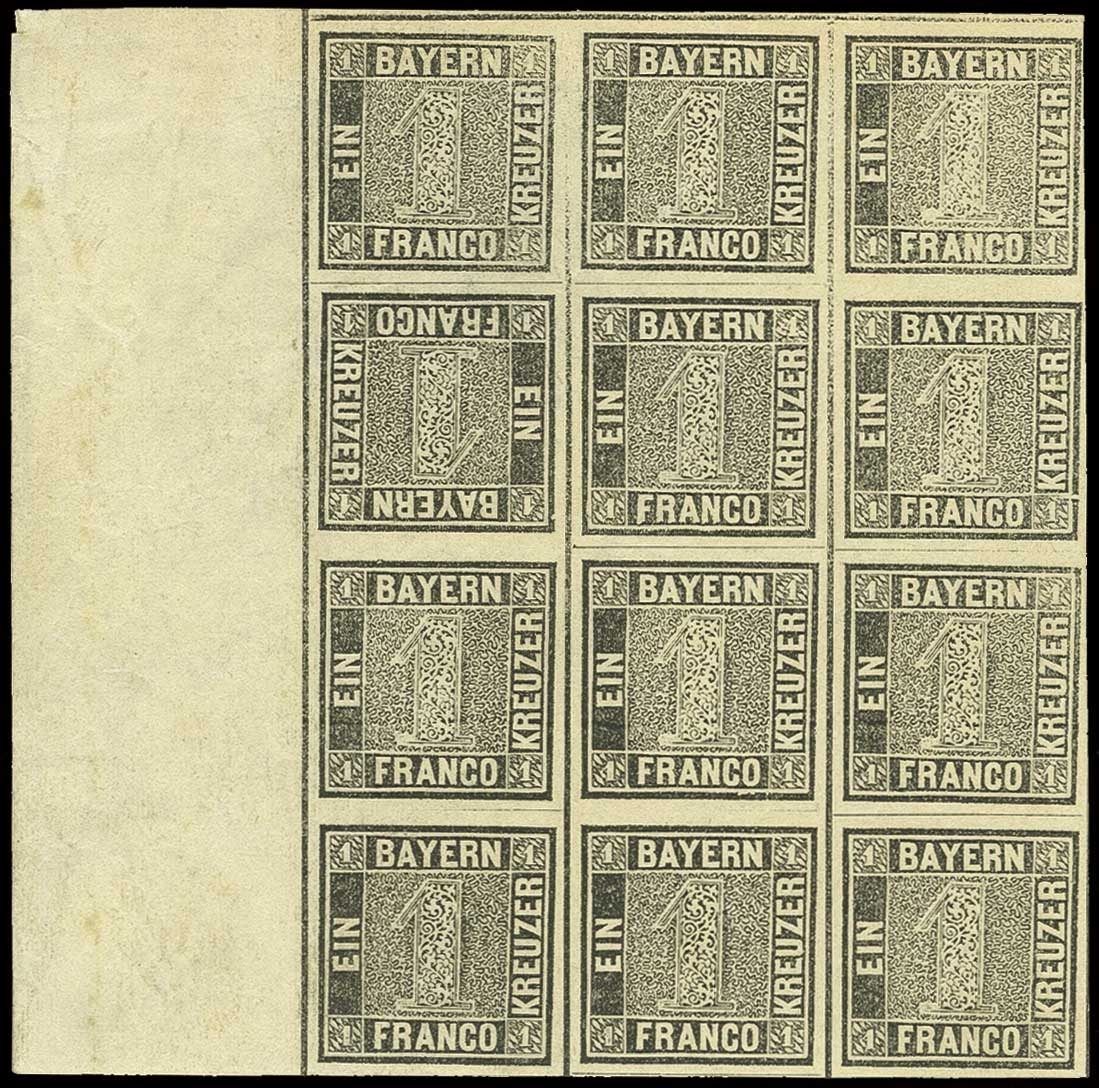
Bloc de 12 avec tête-bêche, vendu 302.000 € en 2009

## Premier d'une série

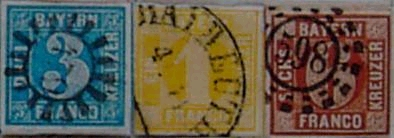
Oblitérations typiques: roue de moulin fermée et ouverte, demi-cercle

Ce modèle de timbres a servi jusqu'en 1862 dans plusieurs valeurs (de 1 à 18 kreuzer). Le « un kreuzer » fut ainsi émis en rose, puis en jaune. Plusieurs de ces valeurs comportent un fil de soie dans le papier.

## Oblitérations
Les cachets d'oblitération de l'époque sont de plusieurs types :
- demi-cercle (Halbkreis)
- roue de moulin ouverte ou fermée (Mühlrad) portant le numéro du bureau de départ (de 1 à 920)
- linéaire avec date (Zweizeiler)
- petit cercle (Fingerhut)
- circulaire avec lieu en clair (Ortsstempel).